# Spellemannprisen 2021
Spellemannprisen 2021 war die 50. Ausgabe des norwegischen Musikpreises Spellemannprisen. Die Nominierungen berücksichtigten Veröffentlichungen des Musikjahres 2021. Die Verleihung der Preise fand am 22. April 2022 statt. In der Kategorie „Årets Spellemann“ wurde Girl in Red ausgezeichnet, den Ehrenpreis („Hedersprisen“) erhielt die Band Hellbillies.

## Verleihung
Die Liste der Nominierten wurden für die meisten Kategorien am 11. Februar 2022 bekannt gegeben. Im Vergleich zum Vorjahr wurden zwei neue Kategorien eingeführt. Diese waren „Årets Utgivelse“ (deutsch Veröffentlichung des Jahres) und „Festmusikk“ (Fest- oder Partymusik). Bei drei anderen Kategorien wurde der Name geändert. Insgesamt wurden im Februar 2022 107 Nominierungen in 26 Kategorien präsentiert. Mit Nominierungen in sieben Kategorien erhielt Girl in Red (Marie Ulven) die meisten Nominierungen des Jahres. Sie wurde damit auch Rekordhalterin in der Geschichte des Musikpreises, da noch nie zuvor mehr als fünf Nominierungen an eine Person gingen. Jeweils in drei Kategorien wurden Gabrielle und Stig Brenner nominiert.
Einige Preise wurden bereits vor dem 22. April 2022 in Radio- und TV-Shows vergeben. Acht Preise wurde am 22. April 2022 in einer bei Norsk rikskringkasting (NRK) ausgestrahlten Live-Show verliehen. Als Moderationsteam war das Trio bestehend aus Tarjei Strøm, Sandeep Singh und Mona B. Riise im Einsatz. Es traten unter anderem Highasakite und Gabrielle Leithaug auf. An Girl in Red, die nicht zur Verleihung anreisen konnte, wurde die Auszeichnung als „Spellemann des Jahres“ von Billie Eilish bereits im Voraus überreicht. Die restlichen Preise wurden ebenfalls im Voraus vergeben. Die Preisübergaben wurden in einer ebenfalls bei NRK ausgestrahlten Sendung gezeigt.

## Gewinner
| Kategorie                                                                   | Gewinner                                                                            | Werk                                    |
| --------------------------------------------------------------------------- | ----------------------------------------------------------------------------------- | --------------------------------------- |
| Alternativ pop/rock                                                         | Ola Kvernberg                                                                       | Steamdome II: The Hypogean              |
| Barnemusikk (Kindermusik)                                                   | Christine Sandtorv                                                                  | Stjernteller – Automagisk               |
| Blues                                                                       | Adam Douglas                                                                        | Better Angels                           |
| Country                                                                     | Ole Kirkeng                                                                         | Rocking Chair                           |
| Elektronika                                                                 | Vilde Tuv                                                                           | Melting Songs                           |
| Festmusikk (Partymusik)                                                     | Hagle                                                                               | –                                       |
| Hedersprisen (Ehrenpreis)                                                   | Hellbillies                                                                         | –                                       |
| Hip Hop                                                                     | Kamelen                                                                             | –                                       |
| Jazz                                                                        | Flukten                                                                             | Velkommen håp                           |
| Klassisk (Klassisch)                                                        | Håkon Skogstad, Atle Sponberg, Trondheimsolistene                                   | Visions of Tango                        |
| Metal                                                                       | Djevel                                                                              | Tanker som rir natten                   |
| Pop                                                                         | Gabrielle                                                                           | Klipp meg i ti og lim meg sammen        |
| RnB/Soul                                                                    | Beharie                                                                             | Beharie // Beharie                      |
| Rock                                                                        | Kanaan                                                                              | Earthbound                              |
| Samtid (Zeitgenössisch)                                                     | Signe Bakke, James Clapperton, Kjetil Møster, BIT20 Ensemble, René Wiik, Craig Farr | Soccorsi: Works by Morten Eide Pedersen |
| Tonos komponistpris (Tonos Komponistenpreis)                                | Henrik Hellstenius                                                                  | Henrik Hellstenius: Past & Presence     |
| Tradisjonsmusikk (Traditionsmusik)                                          | Marja Mortensson, Kringkastingsorkesteret                                           | Raajroe – The Reindeer Caravan          |
| Viser og visepop                                                            | Tønes                                                                               | Thilda Bøes legat                       |
| Åpen klasse (Offene Klasse)                                                 | Hedvig Mollestad                                                                    | Tempest Revisited                       |
| Årets gjennombrudd og Gramostipend (Durchbruch des Jahres und Gramostipend) | Hagle                                                                               | –                                       |
| Årets internasjonale suksess (Internationaler Erfolg des Jahres)            | Aurora                                                                              | –                                       |
| Årets låt (Lied des Jahres)                                                 | Chris Holsten                                                                       | Smilet i ditt eget speil                |
| Årets låtskriver (Songwriter des Jahres)                                    | Girl in Red                                                                         | If I Could Make It Go Quiet             |
| Årets musikkvideo (Musikvideo des Jahres)                                   | Sei Selina                                                                          | Only When You’re Asleep                 |
| Årets produsent (Produzent des Jahres)                                      | Cashmere Cat                                                                        | –                                       |
| Årets Spellemann (Spellemann des Jahres)                                    | Girl in Red                                                                         | –                                       |
| Årets tekstforfatter (Textautor des Jahres)                                 | Daniela Reyes                                                                       | Engangsdager                            |
| Årets utgivelse (Veröffentlichung des Jahres)                               | Girl in Red                                                                         | If I Could Make It Go Quiet             |

## Nominierte
Alternativ pop/rock
- Girl in Red: If I Could Make It Go Quiet
- Orions Belte: Villa Amorini
- Frøkedal & Familien: Flora
- Ola Kvernberg: Steamdome II: The Hypogean

Barnemusikk
- Christine Sandtorv: Stjernteller – Automagisk
- Du og jeg og vi 2-3-4: Balkongfest
- Tone Hulbækmo: Eg kan
- Heidi Solheim: En meter fra

Blues
- Ledfoot: Black Valley
- Norsk Utflukt: Heder & Verdighet
- Adam Douglas: Better Angels
- Vidar Busk & His True Believers: The Civilized Life

Country
- Hayde Bluegrass Orchestra: Migrants
- Hellbillies: Blå dag
- Ole Kirkeng: Rocking Chair
- Johan Berggren: Ei hytte foran loven

Elektronika
- Jerry Folk: Dotted Red
- Smerz: Believer
- Vilde Tuv: Melting Songs
- Bendik HK: Progressive Rock Music

Festmusikk
- JONE: Livet på bøgda
- Hagle
- Rotlaus
- Carina Dahl

Hip Hop
- Mo ayn: Gjeter
- Kamelen
- Linni: Nightridah
- B-Boy Myhre: Absolute B-Boy Music

Jazz
- Siril Malmedal Hauge: Slowly, slowly
- Friends & Neighbors: The Earth is #
- Flukten: Velkommen håp
- Ole Morten Vågan, Trondheim Jazz Orchestra: Plastic Wave

Klassisk
- Håkon Skogstad, Atle Sponberg, Trondheimsolistene: Visions of Tango
- Sonoko Miriam Welde, Oslo-Filharmonien, Joshua Weilerstein, Tabita Berglund: Sonoko Miriam Welde: Bruch / Vaughan Williams / Barber
- Lise Davidsen: Beethoven/Wagner/Verdi
- Ragnhild Hemsing: RØTA

Metal
- KAL-EL: Dark Majesty
- Einherjer: North Star
- Nekromantheon: The Visions of Trismegistos
- Djevel: Tanker som rir natten

Pop
- Bernhoft: Dancing on My Knees
- Gabrielle: Klipp meg i ti og lim meg sammen
- Lemaitre: Substellar
- Alan Walker

RnB/Soul
- Beharie: Beharie // Beharie
- Marie Noreger: GRAVITY
- Stefanos Yowhannes: Neo Noir
- Stig Brenner: Hvite duer, sort magi

Rock
- Hedvig Mollestad Trio: Ding dong. You’re dead.
- Kanaan: Earthbound
- Heave Blood & Die: Post People
- Erlend Ropstad: Da himmelen brant var alle hunder stille

Samtid
- Signe Bakke, James Clapperton, Kjetil Møster, BIT20 Ensemble, René Wiik, Craig Farr: Soccorsi: Works by Morten Eide Pedersen
- Alpaca Ensemble: Rehnqvist/Lindquist
- Håvard Gimse: 20 Norwegian Piano Miniatures
- Maja S. K. Ratkje: Vannstand

Tonos komponistpris
- Alpaca Ensemble, Eirik Hegdal, Thea Ellingsen Grant: The Sky Opens Twice
- Ingfrid Breie Nyhus: Slåttepiano II
- Ketil Hvoslef: L'homme armé: Works by Ketil Hvoslef
- Henrik Hellstenius: Henrik Hellstenius: Past & Presence

Tradisjonsmusikk
- Marja Mortensson, Kringkastingsorkesteret: Raajroe – The Reindeer Caravan
- Sarah-Jane Summers, Juhani Silvola: The Smoky Smirr o Rain
- Synnøve Brøndbo Plassen: Hjemve – Slåttetralling fra Folldal
- Thov G. Wetterhus: Stålslått

Viser og visepop
- Tønes: Thilda Bøes legat
- Eva Weel Skram: Sleppe tak
- Daniela Reyes: Engangsdager
- Marthe Valle: Tilbakestilling

Åpen klasse
- Erlend Apneseth Trio: Lokk
- Bendik Giske: Cracks
- Ulver: Scary Muzak
- Hedvig Mollestad: Tempest Revisited

Årets gjennombrudd og Gramostipend
- Ash Olsen
- Victoria Nadine
- Murder Maids
- T Section
- Hagle
- Metteson

Årets internasjonale suksess
- Cashmere Cat
- Anne Judith Stokke Wik
- Aurora
- Bendik Giske

Årets låt
- Chris Holsten: Smilet i ditt eget speil
- Halva Priset, Maria Mena: Den fineste Chevy'n
- Girl in Red: Serotonin
- Emma Steinbakken: Jeg glemmer deg aldri
- TIX: Fallen Angel, Ut av mørket
- Hagle: Ærmen i kærmen

Årets låtskriver
- Girl in Red: If I Could Make It Go Quiet
- Emelie Hollow
- Gabrielle: Klipp meg i ti og lim meg sammen
- Stig Brenner: Hvite duer, sort magi

Årets musikkvideo
- Girl in Red: Body & Mind
- Kjartan Lauritzen: Million
- Sondre Justad, Musti: Sorry
- Sei Selina: Only When You’re Asleep

Årets produsent
- Marie Ulven, Matias Téllez: If I Could Make It Go Quiet
- Lars Kristian Rosness
- Cashmere Cat
- Filip Kollsete

Årets tekstforfatter
- Frank Skovrand: Opphørets time
- Marie Ulven: If I Could Make It Go Quiet
- Daniela Reyes: Engangsdager
- Lars Saabye Christensen: Et snev av evig

Årets utgivelse
- Girl in Red: If I Could Make It Go Quiet
- Gabrielle: Klipp meg i ti og lim meg sammen
- Stig Brenner: Hvite duer, sort magi
- Ola Kvernberg: Steamdome II: The Hypogean